# Tracheenkieme
Tracheenkiemen sind die typischen Atmungsorgane im Wasser lebender Insektenlarven.

## Formen
Als gefächerte Anhänge am Abdomen (zum Beispiel bei Kleinlibellen), am Thorax, oder auch eingelagert in das Abdomen (zum Beispiel bei Großlibellen) dienen sie der Oberflächenvergrößerung für den Gasaustausch (Atmung). Bei Eintagsfliegen wie den Nymphen der Theiß-Eintagsfliege funktionieren sowohl eingelagerte wie äußere verzweigte Tracheenkiemen. Andere aquatisch lebende Insekten besitzen keine Tracheenkiemen. Bei Larven von Stechmücken und anderen Insektengruppen kommen innere Tracheenkiemen, äußere Tracheenkiemen, innere und äußere Tracheenkiemen, Blutkiemen, Analkiemen (beispielsweise bei Dunkelmücken, Gerandeter Steinfliege) sowie das Fehlen jeglicher Kiemen vor.
Soweit Kiemen fehlen oder wenig zur Gasversorgung beitragen, bewerkstelligen aquatisch lebende Insektenlarven ihren Gasaustausch über ein Atemrohr durch die Wasseroberfläche wie Culex (welche auch über Analkiemen verfügen, aber kaum nutzen). Die sehr ähnlich aussehenden Anopheleslarven besitzen kein Atemrohr, sondern verfügen nur über eine Atemöffnung am Hinterleib.

## Ontogenese
Die Tracheenkiemen bilden sich durch Umbildung aus den Cerci und dem Terminalfilum.

## Ökologische Probleme
Die Osmoregulation von Tracheenkiemen wird durch Änderungen der Ionenzusammensetzung besonders tangiert, etwa durch kurzfristige Versalzung von Süßgewässern.